# Joaquín Blake y Tovar
Joaquín Blake y Tovar (Madrid, 23 d'abril de 1799 - 15 de novembre de 1866) fou un militar espanyol, acadèmic fundador de la Reial Acadèmia de Ciències Exactes, Físiques i Naturals.

## Biografia
Fill del militar Joaquín Blake y Joyes i de Dorotea de Tovar y Pierce. En 1811 va ingressar al Col·legi d'Artilleria i lluità a la guerra del francès com a oficial del Regiment de Granaders de la Guàrdia Reial, assolint el grau de capità en 1815. Alhora, entre 1818 i 1821 es graduà en física i química. En 1820 fou nomenat capità de les Milícies Provincials i l'arribada dels Cent Mil Fills de Sant Lluís el va sorprendre a Pamplona (abril-setembre de 1823), on fou fet presoner dels francesos després de la capitulació de la ciutat. En 1825 fou llicenciat per les seves idees liberals, però en 1829 fou readmès i nomenat tinent coronel de Milícies Provincials i en 1830 novament capità de la Guàrdia Reial. En 1835 fou nomenat comandant del Regiment de Caçadors de la Guàrdia
Reial Provincial, amb el que lluitar durant la primera guerra carlina en el setge de Guevara. El 1838 ascendí a tinent coronel i el 1841 a coronel alhora que Baldomero Espartero el nomenava cap d'Estat Major de la Primera Divisió de l'Exèrcit del Nord. El 1843 fou nomenat professor de l'Escola d'Estat Major, en 1847 la reina Isabel II d'Espanya fou nomenat acadèmic fundador de la Reial Acadèmia de Ciències Exactes, Físiques i Naturals. i en 1848 fou nomenat Gentilhome de Cambra de la Reina. En 1850 fou nomenat cap d'estat major de la Capitania General de Castella la Vella i en 1852 fou ascendit a brigadier. Després de la vicalvarada de 1854 fou condecorat amb la Gran Creu de l'Orde d'Isabel la Catòlica i en 1855 fou nomenat vocal de la Junta de Defensa del Regne. En 1857 fou nomenat governador militar interí de la província de Madrid i en 1858 va rebre la Gran Creu de l'Orde de Sant Hermenegild. En 1860 fou nomenat Segon Cap d'Estat Major de l'Exèrcit d'Àfrica.
En 1863 fou nomenat director d'Operacions Geodèsiques de la Junta General d'Estadistica, i en 1865 va publicar un estudi sobre la velocitat inicial de la gravetat.